# Grand Prix automobile de Nîmes 1933

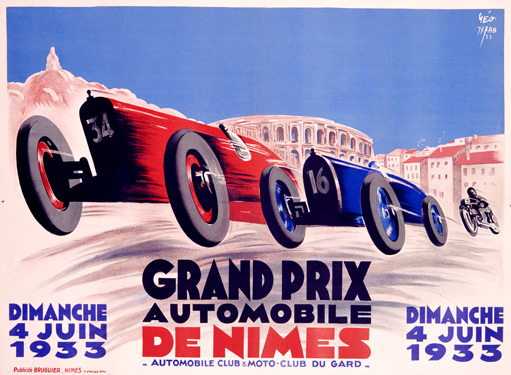
L'affiche de l'épreuve.

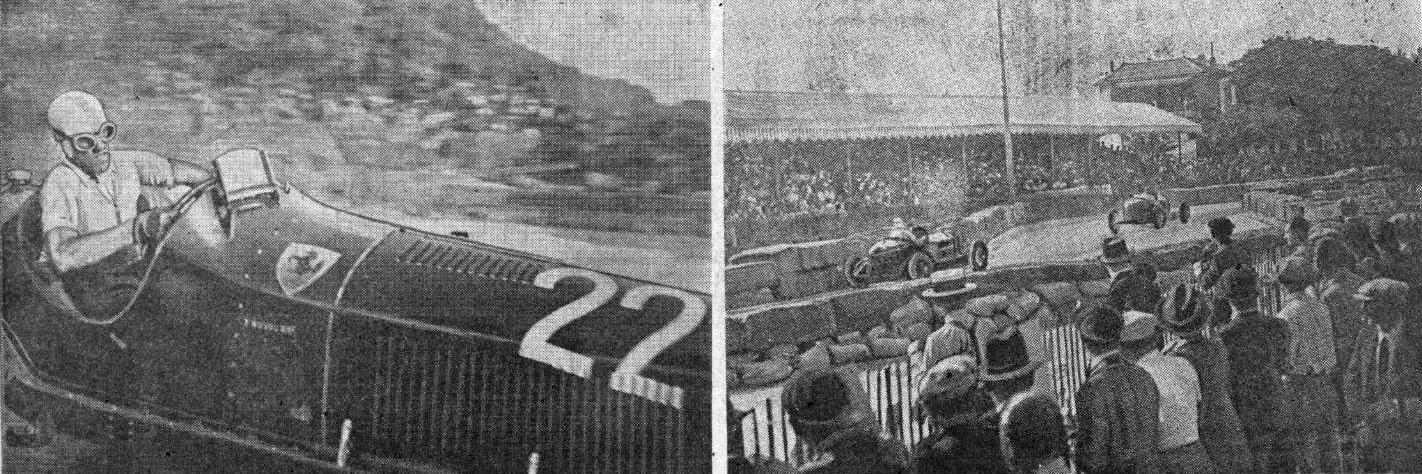
Grand Prix de Nimes 1933, vainqueur Nuvolari sur la n°22.

Le Grand Prix automobile de Nîmes 1933 est une course automobile, disputée le dimanche 4 juin 1933 dans la ville de Nîmes. Il s'agit de la deuxième édition du Grand Prix.

## Contexte
La course a lieu le même jour que le Grand Prix des Frontières en Belgique et le Bol d'or. 

## Grand prix

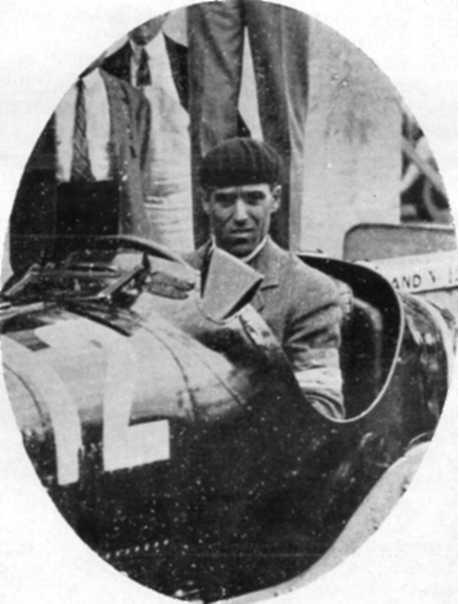
Tazio Nuvolari avant le départ du Grand Prix

| 1re ligne |                      |                   |                   |                   |                    |
| --------- | -------------------- | ----------------- | ----------------- | ----------------- | ------------------ |
|           | Étancelin Alfa Romeo |                   | Lehoux Bugatti    |                   | Moll Alfa Romeo    |
| 2e ligne  |                      |                   |                   |                   |                    |
|           |                      | Braillard Bugatti |                   | Falchetto Bugatti |                    |
| 3e ligne  |                      |                   |                   |                   |                    |
|           | Nuvolari Alfa Romeo  |                   | Sommer Alfa Romeo |                   | Wimille Alfa Romeo |

### Classement de la course
| Pos. | no | Pilote              | Écurie           | Châssis            | Tours | Temps/Abandon       |
| ---- | -- | ------------------- | ---------------- | ------------------ | ----- | ------------------- |
| 1    | 22 | Tazio Nuvolari      | Scuderia Ferrari | Alfa Romeo 8C 2300 | 80    | 1 h 52 min 20 s 6   |
| 2    | 2  | Philippe Étancelin  | Privé            | Alfa Romeo 8C 2300 | 80    | 1 h 53 min 19 s 4   |
| 3    | 8  | Guy Moll            | Privé            | Alfa Romeo 8C 2300 | 79    | + 1 tour            |
| 4    | 12 | Raymond Sommer      | Privé            | Alfa Romeo 8C 2300 | 78    | + 2 tours           |
| 5    | 6  | Louis Braillard     | Privé            | Bugatti Type 51    | 37    | + 3 tours           |
| Abd. | 24 | Jean-Pierre Wimille | Privé            | Alfa Romeo 8C 2300 | 1     | Bris de compresseur |
| Abd. | 16 | Benoît Falchetto    | Privé            | Bugatti Type 51    | 3     | Accélérateur cassé  |
| Abd. | 14 | Marcel Lehoux       | Privé            | Bugatti Type 51    | 6     | Surchauffe moteur   |
| Np.  | 4  | Raoul Miquel        | Privé            | Bugatti Type 51    |       |                     |
| Np.  | 10 | Jean Gaupillat      | Privé            | Bugatti Type 51    |       |                     |
| Np.  | 18 | Robert Brunet       | Privé            | Bugatti Type 51    |       |                     |
| Np.  | 26 | Juan Zanelli        | Privé            | Alfa Romeo 8C 2300 |       |                     |
| Np.  | 20 | Emmanuel Bonfilhon  | Privé            | Bugatti Type 35    |       |                     |

- Légende: Abd.=Abandon - Np.=Non partant.

## Trophées de Provence

### Auto

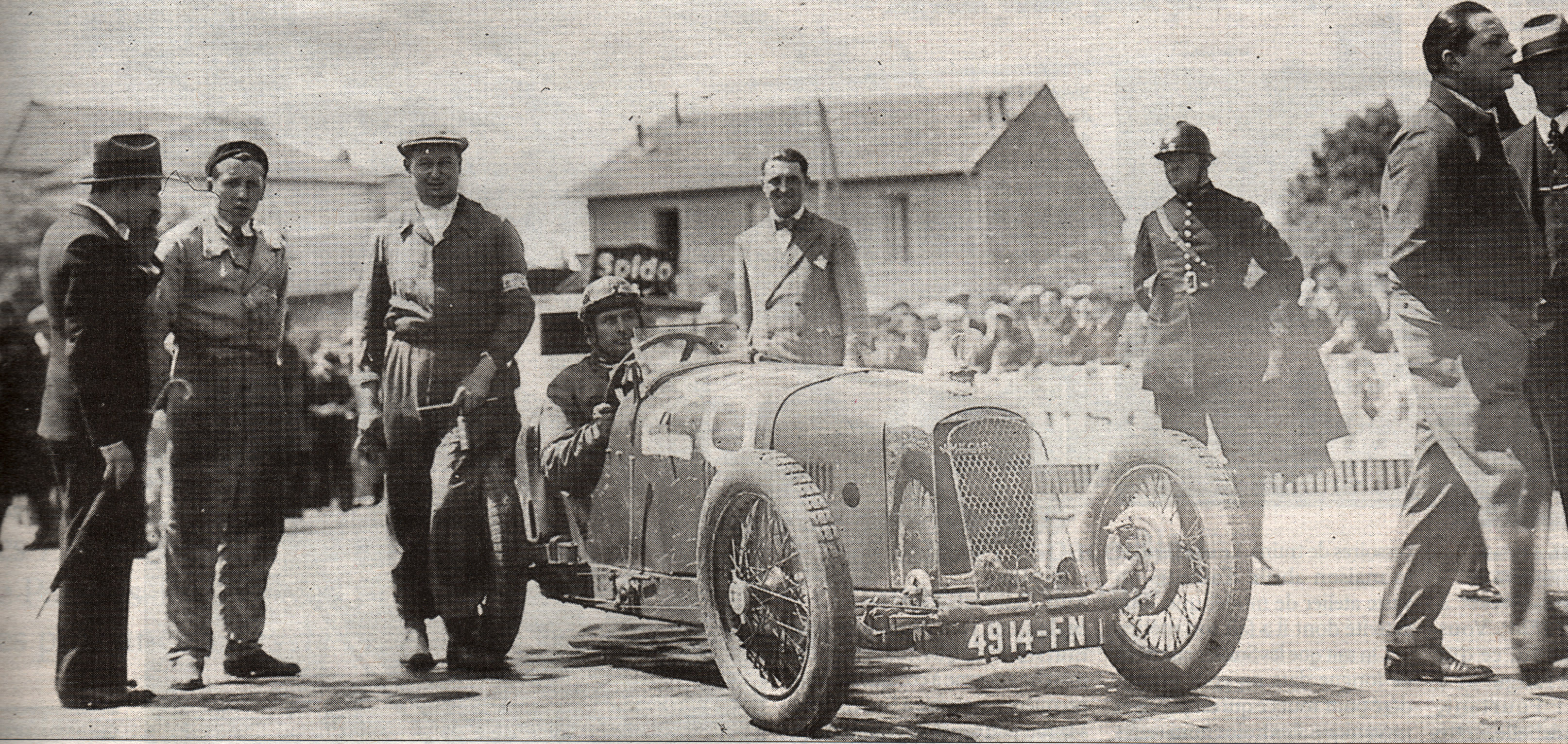
Gaston Réveiller sur une Amilcar C6

| Pos. | no | Pilote             | Écurie | Châssis               | Catégorie | Tours | Temps/Abandon     |
| ---- | -- | ------------------ | ------ | --------------------- | --------- | ----- | ----------------- |
| 1    | 38 | Marcel Jacob       | Privé  | Bugatti T35B          | 2 000 cm3 | 40    | 1 h 2 min 56 s 6  |
| 2    | 42 | Ricardo Bernasconi | Privé  | Bugatti T35C          | 2 000 cm3 | 80    | 1 h 4 min 26 s    |
| 3    | 10 | Albert Chambost    | Privé  | Salmson SS            | 1 100 cm3 | 39    | + 1 tour          |
| 4    | 2  | Gaston Réveiller   | Privé  | Amilcar C6            | 1 100 cm3 | 38    | + 2 tours         |
| 5    | 36 | André Vagniez      | Privé  | Maserati 26 (6C-2000) | 1 500 cm3 | 37    | + 3 tours         |
| 6    | 18 | "Ralph"            | Privé  | Bugatti T37A          | 1 500 cm3 | 37    | + 3 tours         |
| 7    | 32 | "Arnaud"           | Privé  | Bugatti T37A          | 1 500 cm3 | 35    | + 5 tours         |
| Abd. | 34 | Benoît Falchetto   | Privé  | Bugatti Type 35B      | 2 000 cm3 | 24    | Casse cardan      |
| Abd. | 48 | Genibral           | Privé  | Bugatti T35           | 2 000 cm3 |       |                   |
| Abd. | 40 | Pierre Rey         | Privé  | Bugatti T35C          | 2 000 cm3 |       |                   |
| Abd. | 30 | "Mistral"          | Privé  | Bugatti T37A          | 1 500 cm3 |       |                   |
| Abd. | 26 | Emmanuel Bonfilhon | Privé  | Bugatti T37A          | 1 500 cm3 |       |                   |
| Abd. | 22 | Henri Durand       | Privé  | Bugatti T37A          | 1 500 cm3 |       |                   |
| Abd. | 16 | Armand Boucly      | Privé  | Bugatti T37A          | 1 500 cm3 |       |                   |
| Abd. | 8  | "Antoine"          | Privé  | Salmson SS            | 1 100 cm3 |       |                   |
| Abd. | 20 | Genaro Leoz-Abad   | Privé  | Bugatti T37A          | 1 500 cm3 |       | Accident          |
| Abd. | 24 | "Angelo"           | Privé  | Bugatti T37A          | 1 500 cm3 | 2     | carburateur       |
| Abd. | 4  | Leurquin           | Privé  | Amilcar C6            | 1 100 cm3 | 0     | Boîte de vitesses |
| Abd. | 6  | Hans Kessler       | Privé  | Amilcar C6            | 1 100 cm3 | 0     | Boîte de vitesses |
| Np.  | 14 | Victor Marret      | Privé  | Miller 91             | 1 500 cm3 |       |                   |
| Np.  | 28 | Pignan             | Privé  | Bugatti T37A          | 1 500 cm3 |       |                   |
| Np.  | 44 | Jean Delorme       | Privé  | Bugatti T35C          | 2 000 cm3 |       |                   |
| Np.  | 46 | Pierre Bussienne   | Privé  | Bugatti T51           | 2 000 cm3 |       |                   |
| Np.  | 12 | Anne-Cécile Itier  | Privé  | Bugatti               | 1 500 cm3 |       |                   |

- Légende: Abd.=Abandon - Np.=Non partant.